# Ostanino (rejon wołogodzki)
Ostanino (ros. Останино) – wieś w Rosji, w rejonie wołogodzkim obwodu wołogodzkiego. W 2010 r. liczyła 3 mieszkańców.